# Neuserra
Neuserra, alternativ stavning Niuserre eller Niuserra, var den sjätte faraonen under Egyptens femte dynasti och regerade ungefär 2455–2420 f. Kr. Mellan Sahuras och Neferirkaras pyramider vid Abusir ligger den mindre och dåligt bevarad Neuserrapyramiden.

## Familj
Niuserre var troligen en son till Neferirkara med drottning Chentikaus II och bror till Neferefra. Hans enda kända gemål var Reputnebu och hennes dotter Chamerernebti var gift med vesiren och översteprästen Ptahshepses.

## Regeringstid
Enligt Manetho så härskade Rathures i 44 år. Turinpapyrusen är svårt skadad vid femte dynastin och endast små fragment återstår, vilka bara delvis anger antalet år en farao härskade. Den danska egyptologen Kim Ryholt som analyserat papyrusen skriver att "Längden på Niuserres regeringstid är skadad. Där finns distinktiva spår på 10, 20 eller 30, följt av ett streck varefter papyrusen avbryts. Följaktligen är möjligheterna 11-14, 21-24, och 31-34 år och inte bara 24 år som konventionellt antas".
En scen där Neuserra firar Sed-festivalen hittades i hans soltempel i Abu Gurob, vilken troligen firade hans 30-årsjubileum som farao.